# Пракасам (округ)
Округ Пракасам (тел. ప్రకాశం జిల్లా; англ. Prakasam district) — округ на сході індійського штату Андхра-Прадеш. Адміністративний центр — місто Онґоле. Площа округу — 17,626 км². 

## Історія
Округ Пракасам утворений 2 лютого 1970 року з частин територій округів Ґунтур, Неллуру та Карнуль.

## Населення
За даними індійського переписом 2011 року населення округу становило 3 397 448 особи. З них 1 714 764 осіб чолової статі та 1 682 684 жінок, співвідношення —  981 жінок на 1000 чоловіків.
Рівень грамотності дорослого населення становив 63,53%, що трохи вище средньоіндійського рівня (59,5%). Частка міського населення становила 19,52%.